# Listă de publicații în limba engleză din România
Aceasta este o listă publicații în limba engleză din România:

## Ziare
- Bucharest Business Week
- Bucharest Daily News
- Nine O' Clock

## Reviste
- Business Review
- Romanian Journal of Physics
- The Diplomat - Bucharest

## Publicații online
- http://www.romania-insider.com